# كلفن ماكنزي
كلفن ماكنزي (بالإنجليزية: Kelvin McKenzie)‏ هو لاعب كرة قدم غياني، ولد في 2 فبراير 1983 في جورج تاون في غيانا. شارك مع منتخب غيانا لكرة القدم. أما مع النوادي، فقد لعب مع نجوم الشمال الشرقي.

## وصلات خارجية
- كلفن ماكنزي على موقع قاعدة بيانات كرة القدم.إي يو (الإنجليزية)
- كلفن ماكنزي على موقع ناشيونال فوتبول تيمز (الإنجليزية)